# Michio Miyagi
Pour les articles homonymes, voir Miyagi.
Michio Miyagi (宮城道雄) (7 avril 1894 - 25 juin 1956) est un musicien et compositeur de koto japonais, né à Kobe. Il est surtout connu pour être l'inventeur du jūshichigen (koto à 17 cordes), et pour son œuvre Haru no umi (« La mer au printemps », pour koto et shakuhachi).

## Biographie
Il perd la vue en 1902 à 8 ans et commence l'étude du koto sous la direction de Nakajima Kengyo II, instrument auquel il consacre le reste de sa vie. En 1907, il déménage avec sa famille à Incheon dans le sud de la Corée. En 1903, à l'âge de 9 ans, il achève sa première composition, Mizu no Hentai. À 18 ans, il atteint le grade de kengyo, plus haut rang pour un artiste de koto.
Miyagi déménage à Tokyo en 1917 et en 1919 donne son premier récital de ses propres compositions. En 1920, il prend part au « Grand récital de la nouvelle musique japonaise » avec Seifu Yoshida et Nagayo Motoori. Il est considéré comme une autorité au sein de la nouvelle musique japonaise et atteint la notoriété au début de l'ère Shōwa. En 1925 il participe à l'une des premières présentations de radio au Japon et en 1929, signe un contrat exclusif avec Victor Record Company, actuelle JVC. Il compose sa pièce la plus célèbre, Haru no Umi (« La mer au printemps »), en 1929.
En 1930, il est conférencier au collège de musique de Tokyo (actuelle université des arts de Tokyo) avant d'y être nommé professeur en 1937. En 1932, la violoniste française Renée Chemet donne une série de concerts au Japon. Après avoir entendu Miyagi interpréter Haru no Umi, Chemet arrange la partie shakuhachi pour violon qu'elle et Miyagi enregistrent alors pour une diffusion au Japon et en Europe. Il acquiert une notoriété mondiale après la sortie de ses albums au Japon, aux États-Unis et au Royaume-Uni.
Après la Seconde Guerre mondiale, il est nommé en 1948 à l'Académie japonaise des arts. Il meurt le 25 juin 1956 après être tombé d'un train à Kariya dans la préfecture d'Aichi lors d'une de ses tournées. Il a écrit plus de 500 pièces, amélioré les instruments à cordes japonais et inventé de nouveaux kotos à 17 cordes (contrebasse koto) et 80 cordes. Il était aussi essayiste et a publié plus de dix livres, dont Ame no Nenbutsu.

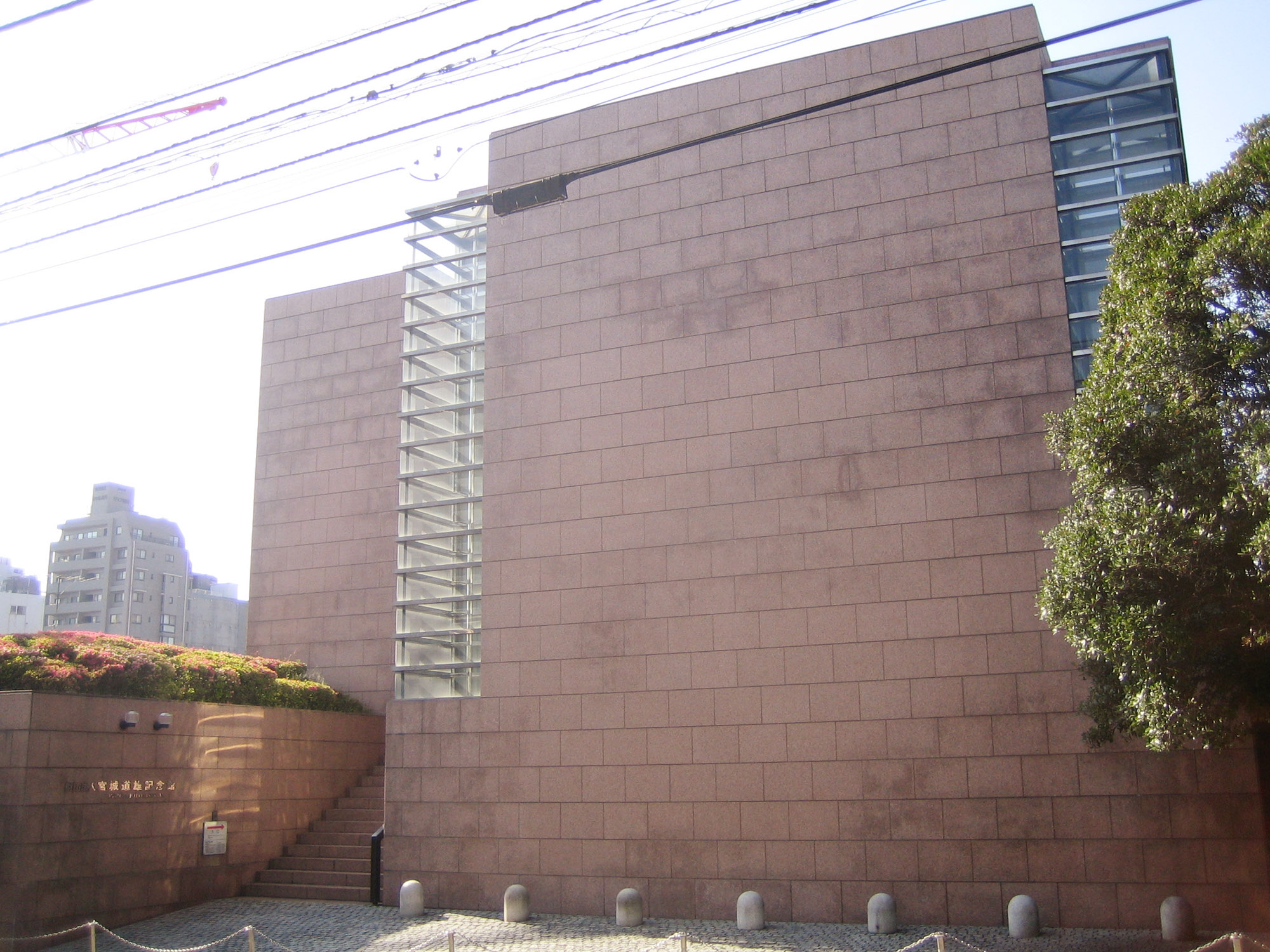
Michio Miyagi Memorial Hall à Shinjuku à Tokyo

## Michio Miyagi Memorial Hall
Le Michio Miyagi Memorial Hall est inauguré en 1978 sur le site où il a passé ses dernières années. Le musée comprend ses instruments et objets personnels, la bibliothèque où il a composé sa musique et écrit ses essais, une chambre avec sa musique et ses vidéos, une bibliothèque, une salle de conférence et une salle de musique pour les concerts.